# Provincie Iwase

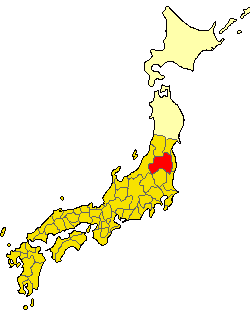
Mapa japonských provincií z roku 718 se zvýrazněnou provincií Iwase

Provincie Iwase (japonsky 石背国, Iwase no Kuni ) byla stará japonská provincie, která po krátký čas existovala během období Nara v oblasti západní části dnešní prefektury Fukušima.

## Historie
Provincie vznikla v období vlády císařovny Genšó. V rámci tehdejšího právního systému Ricurjó, jímž se řídila císařská vláda v Kjótu, vznikla v roce 718 provincie Iwase rozdělením provincie Mičinoku (Mucu). Nově vytvořená provincie sestávala z pěti okresů ─ Širakawa (白河), Iwase (石背), Aizu (会津), Asaka (安積) a Šinobu (信夫).
Území, jež bylo přiřazeno k Iwase, se k provincii Mucu navrátilo někdy mezi roky 722 a 724. Někteří historici jsou toho názoru, že se tak mohlo stát z ekonomických důvodů.